# 菊水鉾

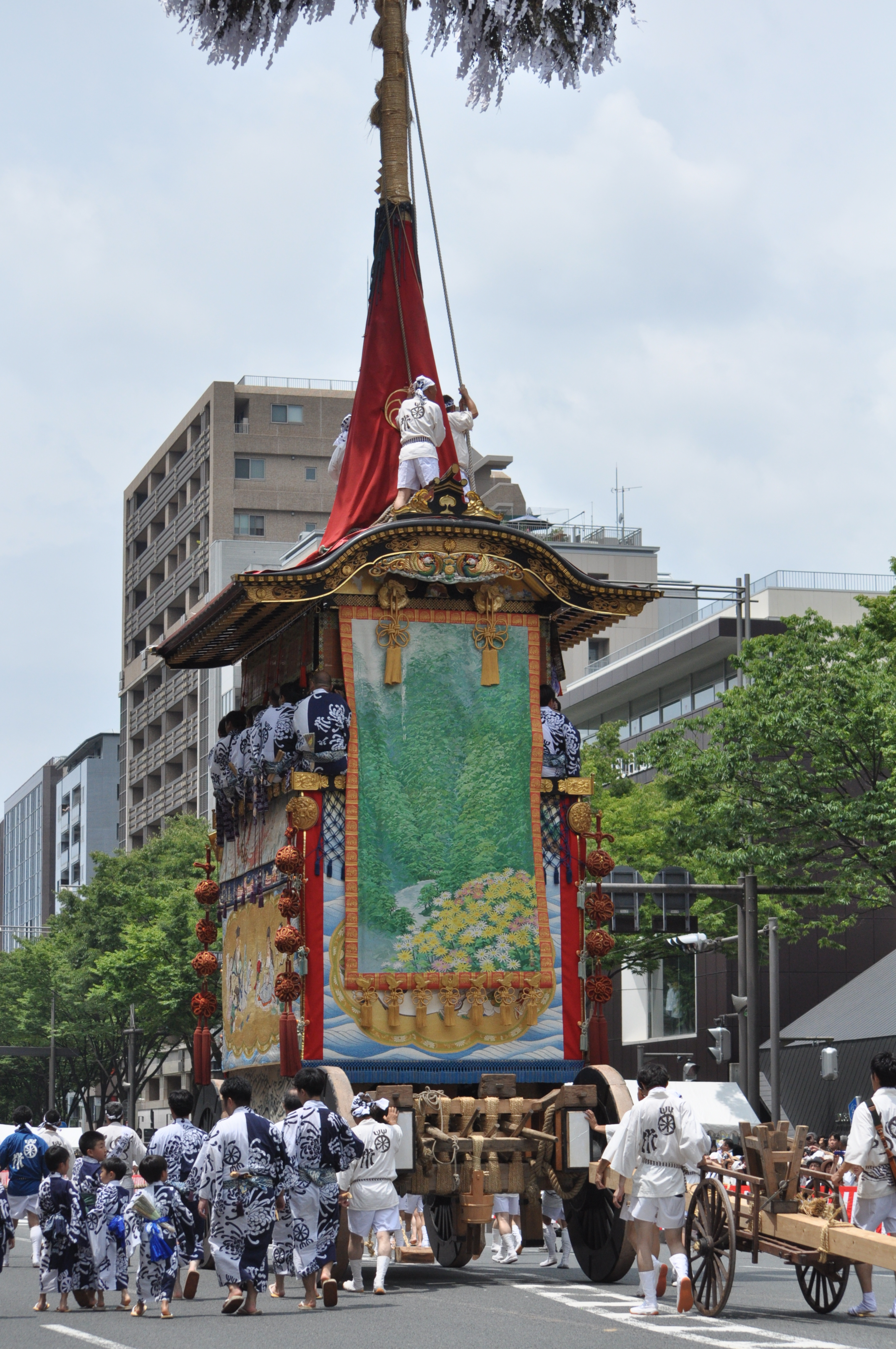
菊水鉾

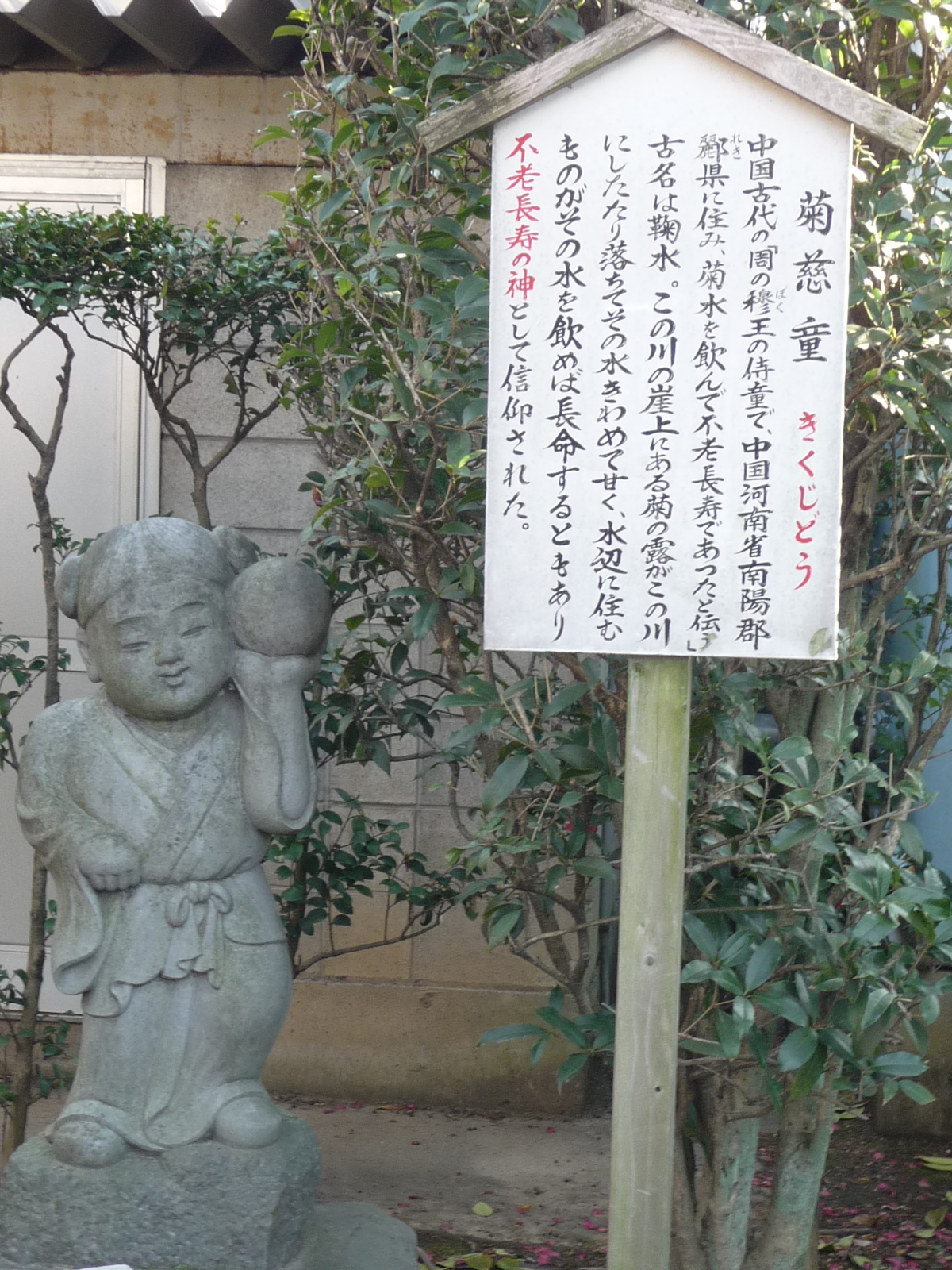
惣宗寺(佐野厄除け大師、栃木県佐野市)の境内にある’’’菊慈童’’’の像、菊の露を飲み、不老長寿と伝わる。紀元前10世紀 – 周の穆王に仕えた。

菊水鉾（きくすいほこ、きくすいぼこ）は、祇園祭前祭の鉾。下京区室町四条上ル菊水鉾町に位置する。鉾名は町内にある「菊水井」に由来。

## 概要
菊水鉾は鉾頭に金色の透かしで作られた菊を乗せ、稚児人形は菊の露を飲んで不老長寿を得た菊慈童を模している。唐風屋根が特徴で1864年（元治元年）の戦禍で焼失、1952年（昭和27年）、再興され装飾品が整えられ、「昭和の鉾」として甦った。重量は10.31トンある。

## 鉾の特徴
鉾に乗っている稚児は人形で名前は「菊丸」といい，1956年（昭和31年）に初めて巡行で使われる。
菊水鉾は唐破風造りの屋根を持ち，また軒下にすだれをかけている点が他の鉾と異なっている。